# Elecciones presidenciales de la República de China de 1948
Las elecciones presidenciales chinas de 1948 se celebraron el 20 de abril de 1948 en la Asamblea Nacional de Nankín. La Asamblea Nacional llevó a cabo las elecciones para elegir al presidente y vicepresidente de China. Estas fueron las primeras elecciones celebradas bajo la recién adoptada Constitución de la República de China de 1947 y las últimas antes de la retirada del gobierno de la República de China a Taiwán tras su derrota en la guerra civil al año siguiente.

## Antecedentes
Después de la Expedición del Norte, el Kuomintang adquirió el control de una China unificada nominalmente. El partido comenzó a redactar una constitución para transitar al gobierno del período de tutela al período constitucional, de acuerdo con la filosofía política de Sun Yat-sen.
Durante la segunda guerra sino-japonesa, China estableció una estrecha asociación con Estados Unidos y recibió apoyo militar y financiero. George Marshall fue nombrado embajador en Chongqing, la capital de la guerra, para negociar una negociación entre el Kuomintang y el Partido Comunista de China después de la guerra. Dos partidos acordaron reconstruir el país con democratización y nacionalización militar.
Simultáneamente, el Gobierno de la República de China continuó redactando la Constitución, sin embargo fue boicoteada por los comunistas y se reanudó la guerra civil china a gran escala.
Las elecciones indirectas se celebraron durante la guerra civil, elegidas por los miembros del Yuan Legislativo. El generalísimo Chiang Kai-shek obtuvo una victoria aplastante contra el mismo candidato del partido Ju Zheng en las elecciones presidenciales, mientras que Sun Fo, su candidato a la vicepresidencia preferida, fue derrotado por el general Li Zongren en las elecciones vicepresidenciales.

## Resultados

### Elección presidencial
| Partido  | Partido    | Candidato       | Votos | Porcentaje |
| -------- | ---------- | --------------- | ----- | ---------- |
|          | Kuomintang | Chiang Kai-shek | 2,430 | 90.03%     |
| Ju Zheng | Kuomintang | 269             | 9.97% |            |
| Total    | Total      | Total           | 2,699 | 100.00%    |

### Elecciones vicepresidenciales

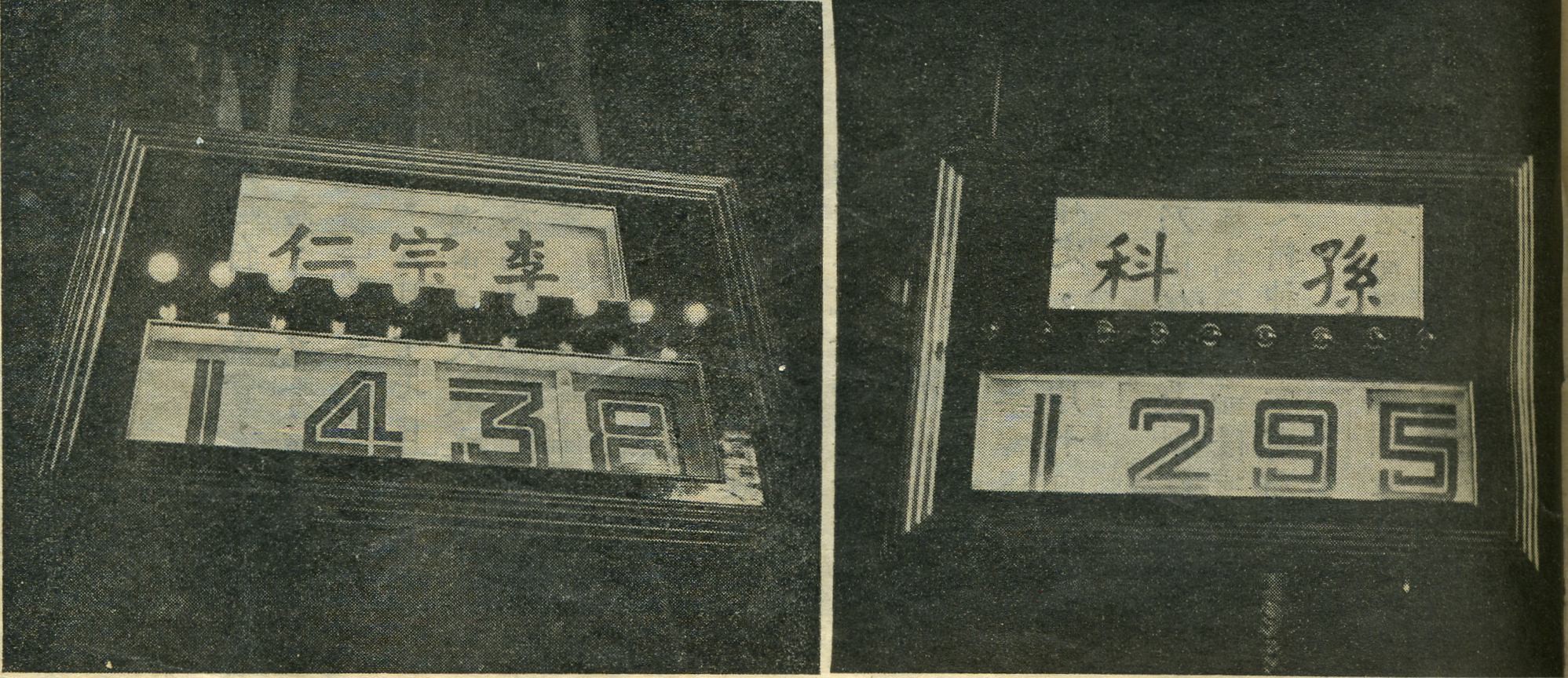
Resultados de la cuarta ronda de la elección del vicepresidente

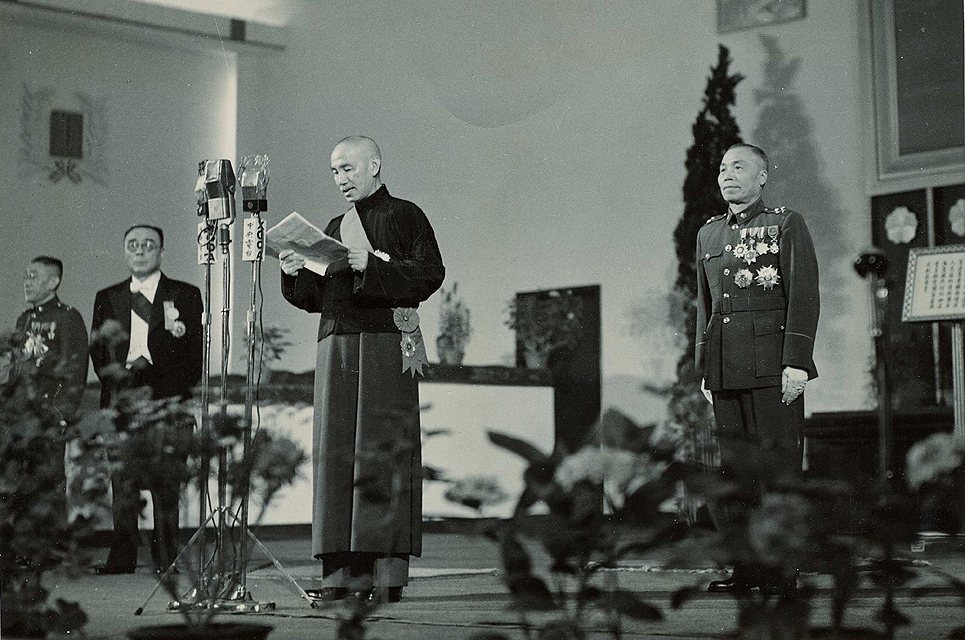
Discurso inaugural del Presidente Chiang Kai-shek.

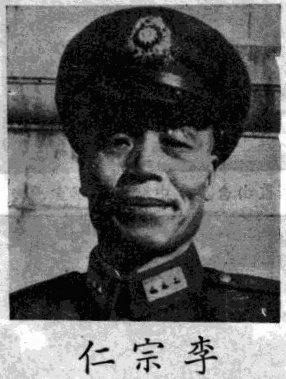
Li Zongren
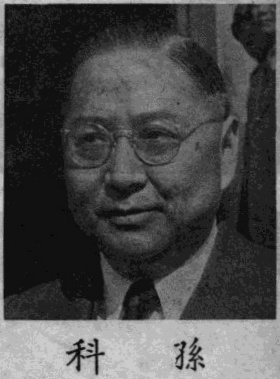
Sun Fo
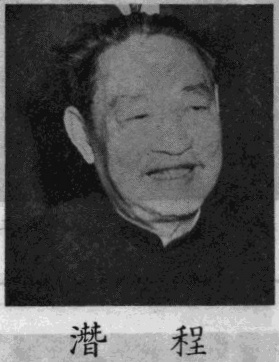
Cheng Qian
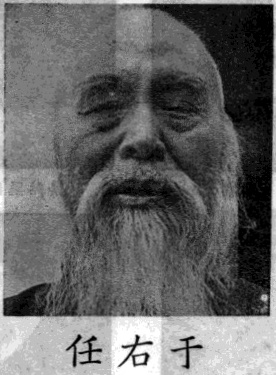
Yu Youren
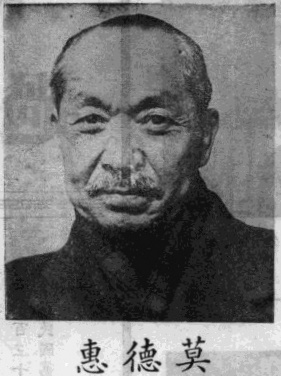
Mo Teh-hui
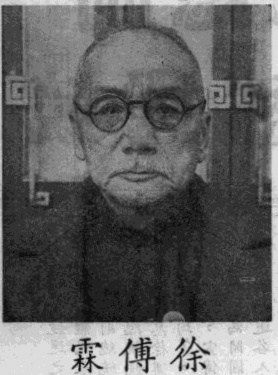
Xu Fulin

| Partido    | Partido                                 | Candidato  | 1ª vuelta | 1ª vuelta | 2ª vuelta | 2ª vuelta | 3ª vuelta | 3ª vuelta | 4ª vuelta | 4ª vuelta |
| ---------- | --------------------------------------- | ---------- | --------- | --------- | --------- | --------- | --------- | --------- | --------- | --------- |
| Partido    | Partido                                 | Candidato  | Votod     | %         | Votos     | %         | Votos     | %         | Votos     | %         |
|            | Kuomintang                              | Li Zongren | 754       | 27.30%    | 1,163     | 42.69%    | 1,156     | 42.64%    | 1,438     | 52.62%    |
| Sun Fo     | Kuomintang                              | 559        | 20.24%    | 945       | 34.69%    | 1,040     | 38.36%    | 1,295     | 47.38%    |           |
| Cheng Qian | Kuomintang                              | 522        | 18.90%    | 616       | 22.61%    | 515       | 19.00%    |           |           |           |
| Yu Youren  | Kuomintang                              | 493        | 17.85%    |           |           |           |           |           |           |           |
|            | Independiente                           | Mo Teh-hui | 218       | 7.89%     |           |           |           |           |           |           |
|            | Partido Socialista Democrático de China | Xu Fulin   | 216       | 7.82%     |           |           |           |           |           |           |
| Total      | Total                                   | Total      | 2,762     | 100.00%   | 2,724     | 100%      | 2,711     | 100%      | 2,733     | 100%      |